# Нелаш
Нелаш (порт. Nelas; ['nɛlɐʃ]) — посёлок городского типа в Португалии, центр одноимённого муниципалитета в составе округа Визеу. Находится в составе крупной городской агломерации Большое Визеу. По старому административному делению входил в провинцию Бейра-Алта. Входит в экономико-статистический субрегион Дан-Лафойнш, который входит в Центральный регион. Численность населения — 4,1 тыс. жителей (посёлок), 14,2 тыс. жителей (муниципалитет) на 2001 год. Занимает площадь 127,82 км².

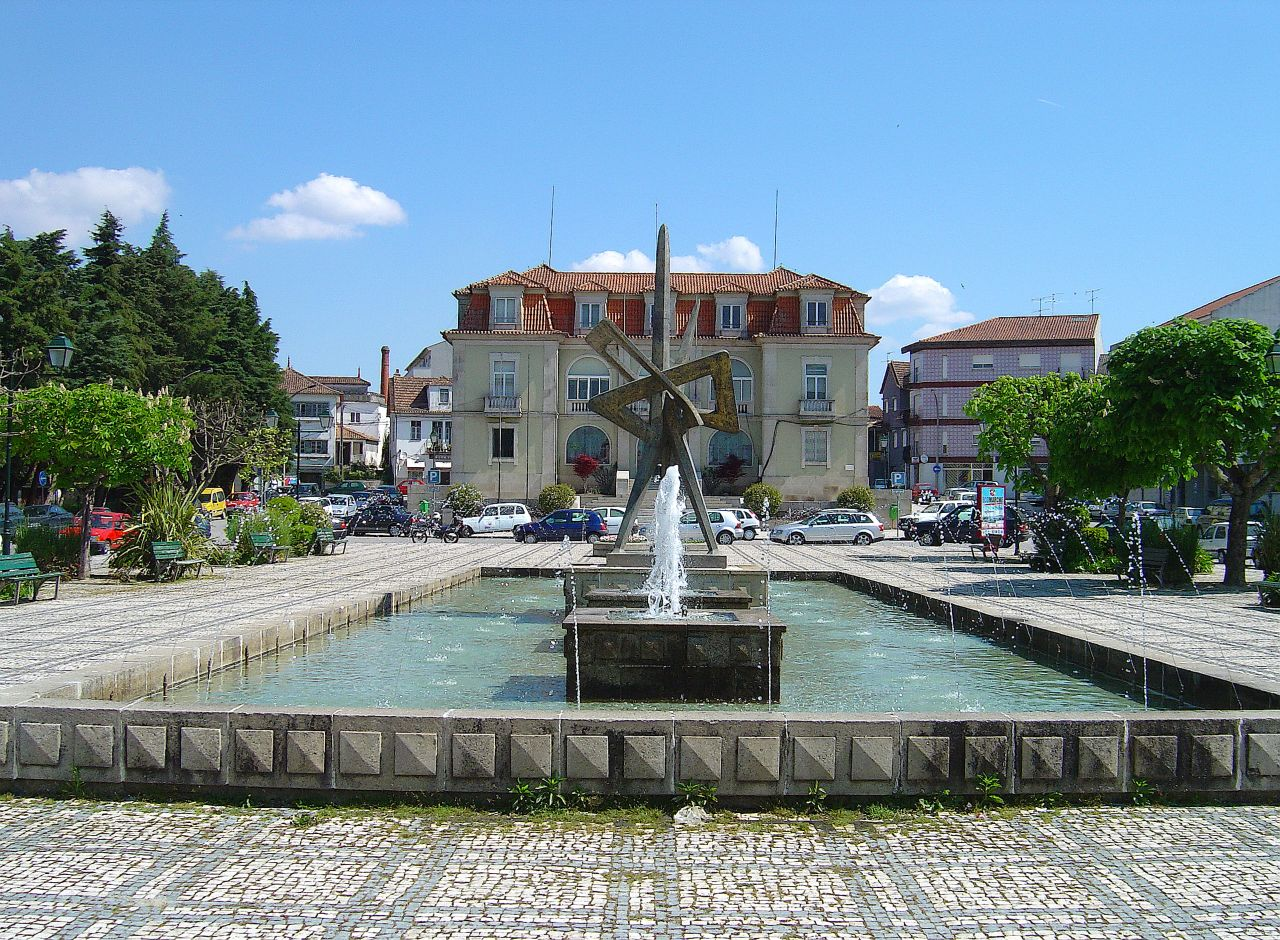

Праздник посёлка — 24 июня.

## Расположение
Посёлок расположен в 15 км на юг от адм. центра округа города Визеу.
Муниципалитет граничит:
- на северо-востоке — муниципалитет Мангуалди
- на юго-востоке — муниципалитет Сейя, Оливейра-ду-Ошпитал
- на западе — муниципалитет Каррегал-ду-Сал
- на северо-западе — муниципалитет Визеу

## История
Поселок основан в 1140 году.

## Транспорт
| Численность населения муниципалитета по годам | Численность населения муниципалитета по годам | Численность населения муниципалитета по годам | Численность населения муниципалитета по годам | Численность населения муниципалитета по годам | Численность населения муниципалитета по годам | Численность населения муниципалитета по годам | Численность населения муниципалитета по годам | Численность населения муниципалитета по годам |
| --------------------------------------------- | --------------------------------------------- | --------------------------------------------- | --------------------------------------------- | --------------------------------------------- | --------------------------------------------- | --------------------------------------------- | --------------------------------------------- | --------------------------------------------- |
| 1801                                          | 1849                                          | 1900                                          | 1930                                          | 1960                                          | 1981                                          | 1991                                          | 2001                                          | 2004                                          |
| 5379                                          | 5904                                          | 14 145                                        | 14 470                                        | 16 504                                        | 15 069                                        | 14 618                                        | 14 283                                        | 14 504                                        |

## Состав муниципалитета
В муниципалитет входят следующие районы:
1. Агиейра
2. Канаш-де-Сеньорин
3. Карвальял-Редонду
4. Лапа-ду-Лобу
5. Морейра
6. Нелаш
7. Сантар
8. Сеньорин
9. Вилар-Секу